# Baloncesto DI en los Juegos Paralímpicos
El Baloncesto DI formó parte en los Juegos Paralímpicos en una sola ocasión en la edición que se celebró en Sídney (Australia) en 2000. Es un deporte adaptado para personas con discapacidad intelectual (DI).

## Ediciones
| N.º | Año  | Sede   | País      |
| --- | ---- | ------ | --------- |
| I   | 2000 | Sídney | Australia |

## Medallero histórico
- Fuente: Comité Paralímpico Internacional.[2]

| Núm. | País          | Oro | Plata | Bronce | Total |
| ---- | ------------- | --- | ----- | ------ | ----- |
| 1    | Rusia (RUS)   | 0   | 1     | 0      | 1     |
| 2    | Polonia (POL) | 0   | 0     | 1      | 1     |
|      | TOTAL         | 0   | 1     | 1      | 2     |